# Museu da História Cultural da Halland
O Museu da História Cultural da Halland – em sueco: Hallands kulturhistoriska museum - é um museu de história cultural na cidade sueca de Varberg,  na província histórica da Halland.
Está albergado na Fortaleza de Varberg, juntamente com um albergue juvenil e um restaurante.

## Património do museu
As suas peças mais conhecidas são o Homem de Bocksten, do século XIV, e o botão que, segundo a lenda, matou o rei Carlos XII, em 1718.

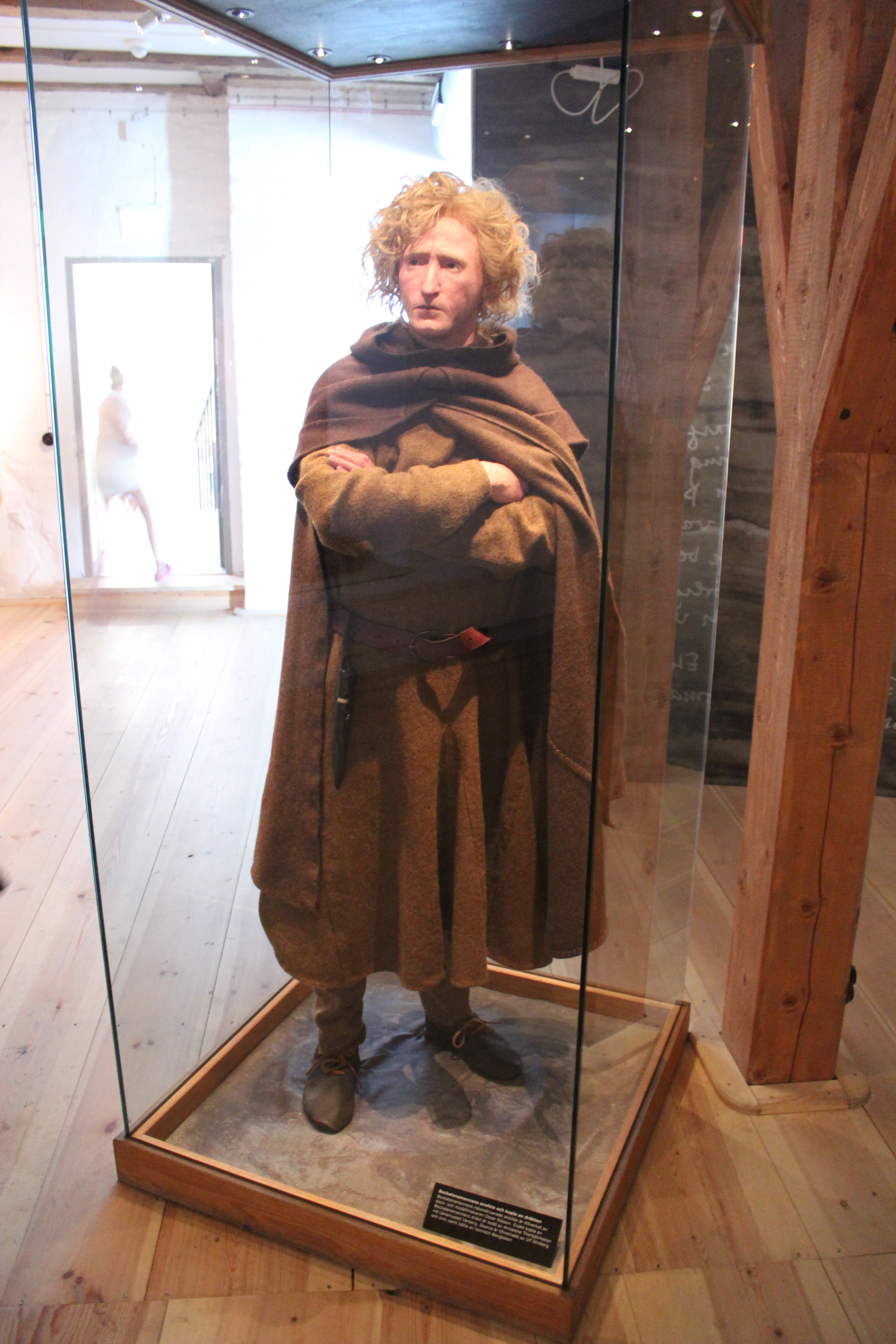
Reconstrução do Homem de Bocksten e da sua roupa
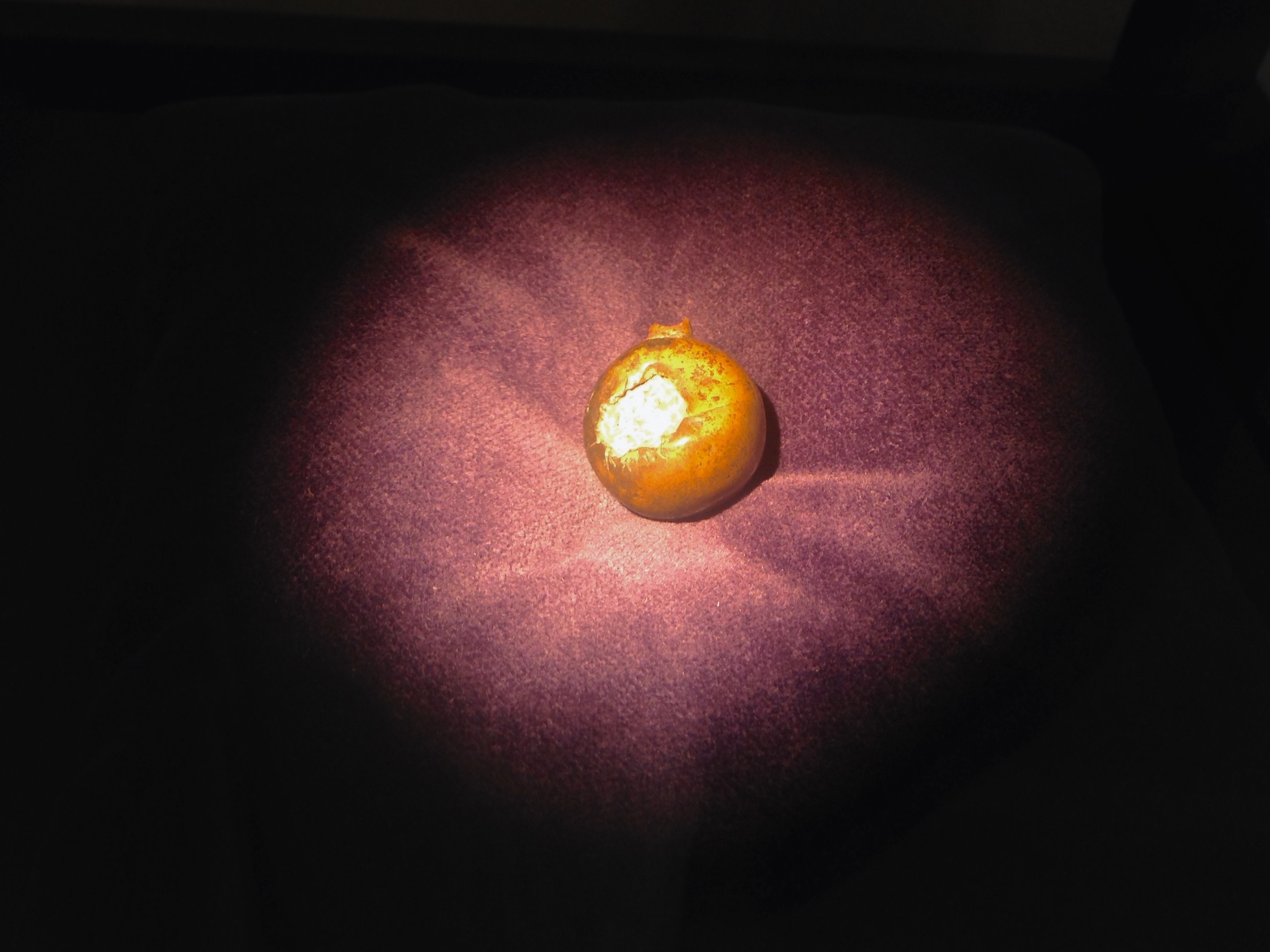
O botão que, segundo a lenda, matou o rei Carlos XII, em 1718.